# Елемучаш (Нурминское сельское поселение)
Елемучаш (мар. Йылемучаш) — деревня в Медведевском районе Республики Марий Эл. Входит в состав Нурминского сельского поселения.

## География
Деревня находится на расстоянии 11 км (по прямой) к северо-западу от посёлка городского типа Медведево, административного центра района, и 10 км (по прямой) к северо-западу от города Йошкар-Ола, столицы республики.

### Часовой пояс
Деревня Елемучаш, как и вся Республика Марий Эл, находится в часовой зоне МСК (московское время). Смещение применяемого времени относительно UTC составляет +3:00.

## История
Известна с 1921 года как деревня с 29 дворами и 138 жителями. В советское время работали колхозы «Саемдыш», имени Ворошилова и имени Чапаева.

## Население
| 2010 | 2011 | 2012 | 2013 | 2014 | 2021 |
| ---- | ---- | ---- | ---- | ---- | ---- |
| 94   | ↗100 | ↘92  | ↗120 | ↘116 | →116 |

### Национальный состав
Согласно результатам переписи 2002 года, в национальной структуре населения мари составляли 93 % из 83 чел.